# کدام آنی به آن‌ها می‌دهد
کدام آنی به آن‌ها می‌دهد (به انگلیسی: In Which Annie Gives It Those Ones) فیلمی محصول سال ۱۹۸۹ و به کارگردانی پرادیپ کریشن است. در این فیلم بازیگرانی همچون آرجون راینا، ارونداتی روی، روشن ست، شاهرخ خان، هیمانی شیوپوری، مانوج باجپایی و راغوبیر یاداو ایفای نقش کرده‌اند.